# Bitlles

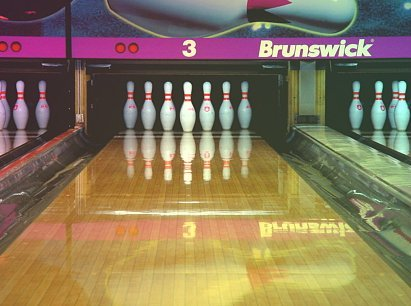
Bitlles americanes o bowling

Les bitlles o birles són un joc que consisteix a tombar un nombre determinat de peces de fusta (les bitlles pròpiament dites) mitjançant el llançament d'una bola des d'una determinada distància. Quan aquest joc és convenientment regulat i organitzat podem parlar de l'esport de les bitlles.
La variant més coneguda d'aquest esport és el bowling nord-americà, molt estès per tot el món. De totes maneres, existeix una gran varietat de versions d'aquest esport, que ha esdevingut en molts casos un joc tradicional de certes zones geogràfiques.

## Modalitats
Entre les diverses modalitats arreu del món podem destacar:

### Catalunya
- Bitlles catalanes, també anomenades birles a les terres de l'Ebre
- Bitlles pallareses (i altres bitlles del Pirineu occidental)

### País Valencià
- Joc de birles

### Estats UnitsiCanadà
- Bitlles americanes, també conegudes com ten-pin bowling o genèricament bowling
- Five-pin bowling, variant canadenca del ten-pin bowling
- Candlepin bowling
- Duckpin bowling

### Regne Unit
- Skittles

### França
- Jeu de quilles
- Quilhas gasconhas (bitlles tradicionals de l'oest occità)

### Aragó
- Birllas

### Andalusia
- Bolo serrano

### Astúries

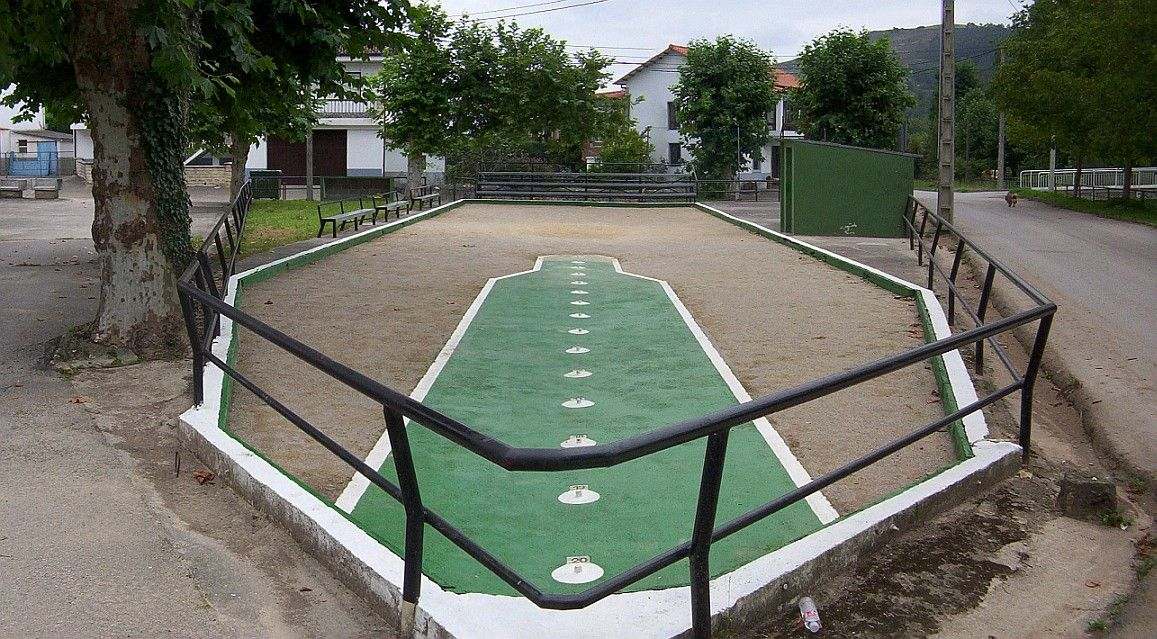
Modalitat de bolo palma

- Bolo vaqueiro
- Bolo batiente
- Bolo celta
- Bolo cuatreada
- Bolo de Agones
- Bolo de Somiedo

### Cantàbria
- Bolo palma
- Pasabolo tablón
- Pasabolo losa
- Bolo pasiego

### Castella i Lleó
- Bolo leonés
- Bolo palentino
- Bolo femenino segoviano
- Bolo burgalés
- Bolos maragatos
- Bolos bercianos

## Competicions

### Bowling Ten-pin
- Campionat del Món de bowling ten-pin
- Copa del Món de bowling ten-pin
- Mediterranean Challenge Cup
- European Bowling Tour